# جايسون تومسون (لاعب كرة قاعدة)
جايسون تومسون (بالإنجليزية: Jason Thompson)‏ هو لاعب كرة قاعدة أمريكي، ولد في 6 يوليو 1954 في هوليوود في الولايات المتحدة.

## وصلات خارجية
- جايسون تومسون على موقع دوري كرة القاعدة الرئيسي (الإنجليزية)
- جايسون تومسون على موقعبيزبول رفرنس.كوم (الدوري الرئيسي) (الإنجليزية)
- جايسون تومسون على موقعبيزبول رفرنس.كوم (الدوري الثانوي) (الإنجليزية)
- جايسون تومسون على موقع مشجعي الرسوم البيانية (الإنجليزية)